# Processions célèbres
Pour plus de détails, voir Fiche technique et Distribution.
Processions célèbres est le titre d'un film documentaire belge réalisé par Paul Flon en 1962 évoquant plusieurs processions religieuses célèbres, à Hakendover, Bruges, de Furnes, Montaigu-Zichem…
On connaît moins le réalisateur comme documentariste, à l'instar d'Henri Storck qui aborde le thème des fêtes populaires.

## Synopsis
Ce court-métrage de 19 minutes ponctue l’origine des processions, gardiennes d’un folklore où le mysticisme se confond parfois avec la légende, remonte bien loin dans l’Histoire. Au début elles faisaient seulement le tour de l’église au son des tambours. Puis elles ont parcouru la paroisse pour attirer sur elle la bénédiction divine.
Du haut des clochers les carillons lancent leurs notes joyeuses sur les processions dont les traditions n'ont pas beaucoup varié au cours des siècles, perpétuant la dévotion que chaque ville cherche à glorifier.
Une fois par an, les trésors exceptionnels sont sortis des lieux de cultes catholiques, pour donner plus d'éclat à la solennité : escorte solennelle des châsses, chefs-d'œuvre d'artistes (souvent anonymes) du Moyen Âge, portées par des conventuels ou des clercs.